# Melanosoma

Los melalóforos de pez y rana son células que pueden cambiar de color dispersando o agregando los melanosomas que contiene pigmento.

Un melanosoma es un orgánulo que se encuentra en las células animales y es el lugar de síntesis, almacenamiento y transporte de melanina, el pigmento absorbente de luz más común en el reino animal. Los melanosomas son responsables del color y la fotoprotección en células y tejidos animales.
Los melanosomas se sintetizan en las células de la piel llamadas melanocitos, así como en los melanocitos coroideos del ojo y las células del epitelio pigmentario de la retina (EPR). En los vertebrados inferiores, se encuentran en melanóforos o cromatóforos.
En un estudio del año 2023 se estableció que KLF6 juega un papel importante en la maduración y pigmentación de melanosomas.

## Estructura
Los melanosomas son orgánulos relativamente grandes, que miden hasta 500 nm de diámetro. Están rodeados por una membrana y, en general, tienen forma redondeada o alargada. Su forma es constante para un tipo dado de especie y célula. Tienen una ultraestructura característica en microscopía electrónica, que varía según la madurez del melanosoma.

## Síntesis de melanina
Los melanosomas dependen para su pigmento de ciertas enzimas, especialmente la tirosinasa, que sintetizan los grandes polímeros de melanina dentro de la célula. Antes de que contengan los suficientes pigmentos para ser vistos al microscopio óptico se conocen como pre-melanosomas.
La disfunción o ausencia de las enzimas sintetizadoras de melanina (en condiciones como el síndrome de Chédiak-Higashi) conduce a varios patrones de albinismo.

## Pseudópodos y bronceado
En algunos melanocitos, los melanosomas permanecen estáticos dentro de la célula. En otros, la célula puede extender su superficie longitudinalmente con proyecciones temporales conocidas como pseudópodos, que transportan los melanosomas lejos del centro de la célula, aumentando así la efectividad de la célula para absorber la luz.
El proceso pseudopodial (también conocido como proceso de bronceado ) ocurre lentamente en los melanocitos dérmicos en respuesta a la luz ultravioleta con la producción de nuevos melanosomas y el aumento de la donación de melanosomas a los queratinocitos adyacentes, que son las células típicas de la superficie de la piel. La donación ocurre cuando algunos queratinocitos engullen el extremo de los pseudópodos de los melanocitos, que contienen muchos melanosomas.
La dineína citoplasmática llevará las vesículas que contienen la melanina al centro de la célula, lo que hace que los melanosomas secuestran el núcleo de los queratinocitos, proporcionando una protección óptima contra los rayos UV. Estos cambios son responsables del bronceado de la piel humana después de la exposición a la luz ultravioleta o la luz solar.

## En animales
En mamíferos el único pigmento presente es la melanina, sintetizada en las células de la piel llamadas melanocitos y fagocitada posteriormente por otras células epidérmicas, pero también en diversas partes del ojo: en los melanocitos coroideos, el cuerpo ciliar, el iris y en las células del epitelio pigmentario de la retina.
En humanos, los melanocitos de la piel producen y acumulan melanina en sus melanosomas. Este pigmento es liberado por exocitosis a la matriz extracelular, de donde es captado por los queratinocitos y provocando así la pigmentación de la piel humana. Este proceso de exocitosis de melanosomas puede verse bloqueado en algunas enfermedades genéticas, lo que provoca algunas formas de albinismo. La producción de melanina en humanos es estimulada por la hormona estimuladora de melanocitos (MSH) segregada en la hipófisis.
En otros vertebrados, como muchas especies de peces, anfibios, crustáceos y reptiles, los melanosomas pueden tener una gran movilidad dentro de la célula en respuesta al control hormonal o neural, lo que conduce a cambios visibles de color que se utilizan para la señalización del comportamiento o la fotoprotección. En estos vertebrados existe una mayor variedad de pigmentos, conociéndose las células que los contienen como cromatóforos y distinguiéndose según el pigmento que contengan en melanóforos, guanóforos, xantóforos o eritróforos.

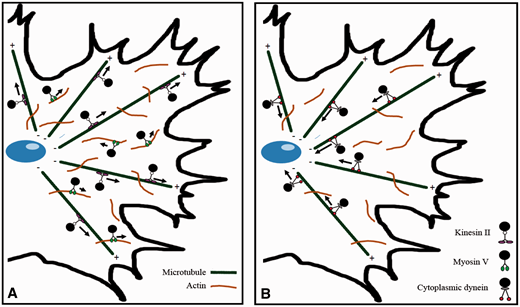
Transporte de melanosomas por los microtúbulos y filamentos de actina por medio de los motores moleculares kinesina y dineína

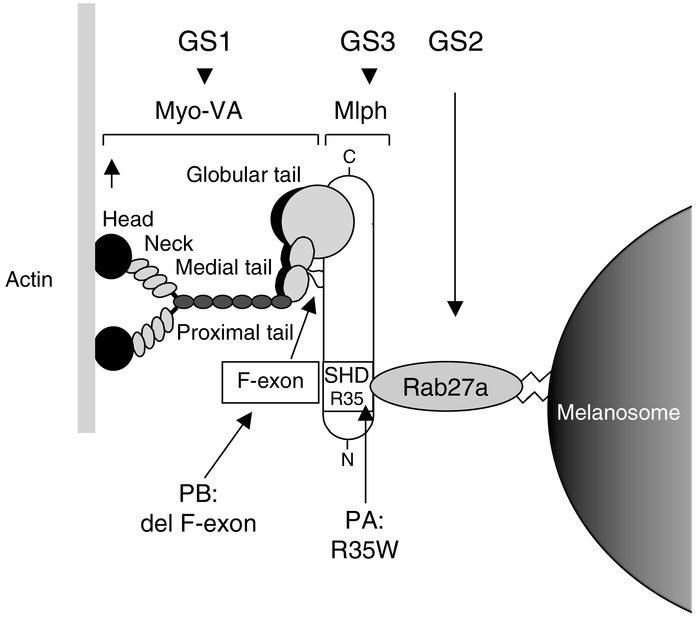
Diagrama del complejo proteico involucrado en el transporte de melanosomas

Los melanosomas que se encuentran en ciertas especies de peces contienen pigmentos que controlan el color de las escamas de los peces. Los motores moleculares, cuando se les indique, transportarán los melanosomas que contienen pigmentos a la periferia de la célula o los concentrarán en el centro. La proteína motora dineína es responsable de concentrar los melanosomas hacia el centro de la célula, o el "extremo negativo" de los microtúbulos . Por el contrario, la proteína kinesina es responsable de dispersar los melanosomas hacia la periferia de la célula y son motores dirigidos a los extremos. Debido a que los extremos positivos de los microtúbulos están orientados hacia la periferia, la kinesina transportará los melanosomas a la periferia. La dispersión de los melanosomas hacia la periferia hace que la célula parezca más oscura; concentrar los melanosomas hacia el centro hará que la célula tenga un color más claro. Así es como funciona un sistema fotoprotector para los peces a nivel molecular.
Recientemente, también se han encontrado melanosomas en arañas.
Los hermosos y rápidos cambios de color que se ven en muchos cefalópodos, como pulpos y calamares, se basan en un sistema diferente, el órgano cromatóforo.

## En fósiles

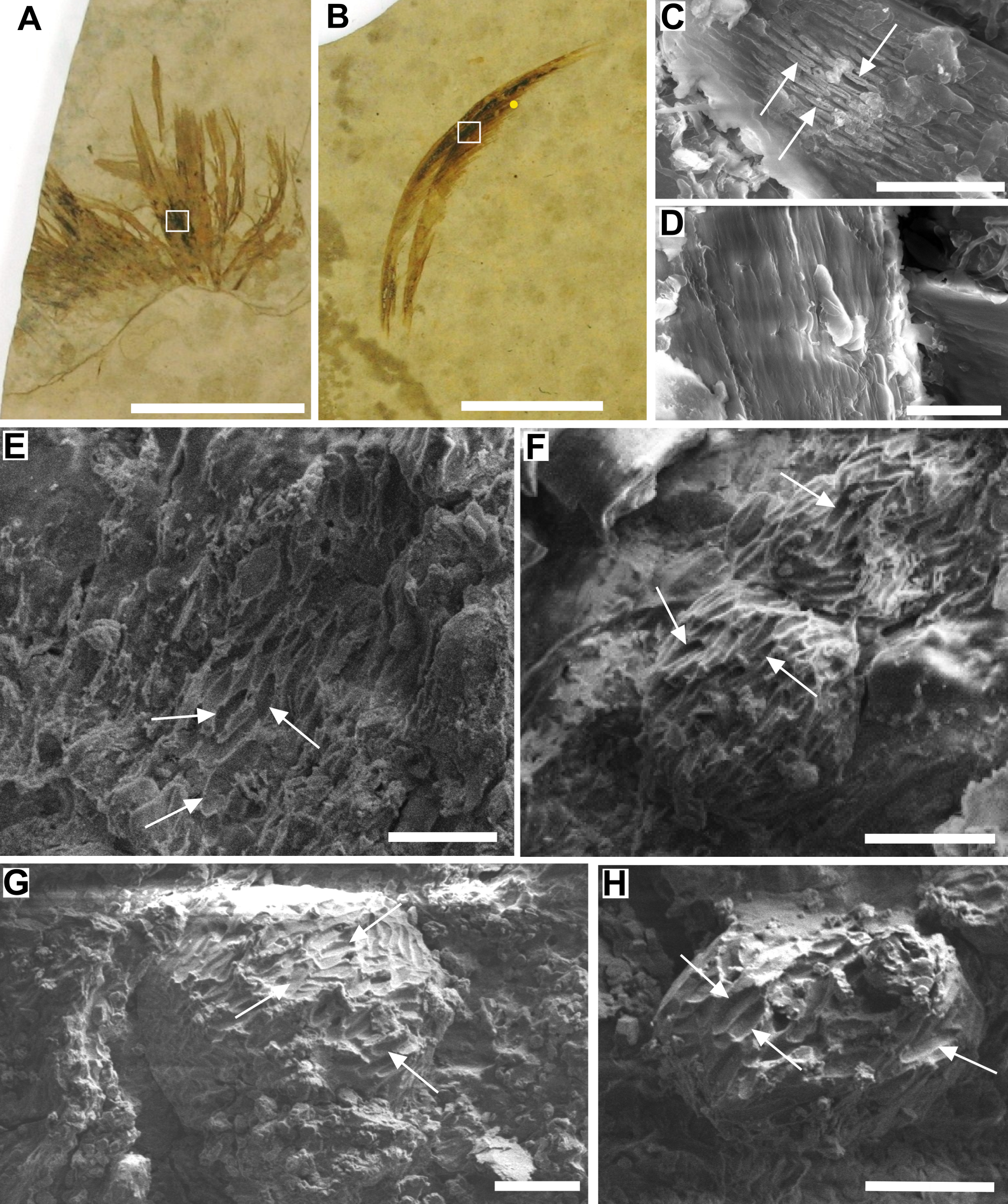
Imágenes al microscopio óptico y electrónico de barrido (MEB) mostrando la presencia de melanosomas en plumas de Gansus yumenensis (extinto) y plumas actuales

Los descubrimientos recientes (2008) del paleontólogo chino Xu Xing incluyen plumas fosilizadas en formaciones rocosas que datan del período Jurásico (hace 200 a 150 millones de años) hasta los períodos Paleógeno tardío y Neógeno (hace entre 66 y 2 millones de años). Las plumas contienen residuos de carbono conservados que antes se pensaba que eran rastros de bacterias que descomponían los tejidos de las plumas; sin embargo, estos (residuos) son de hecho huellas orgánicas microscópicas de melanosomas fosilizados. Algunas de estas estructuras aún mantienen un color iridiscente típico de los tejidos de plumas y pieles. Se conjetura que estas estructuras microscópicas podrían estudiarse más a fondo para revelar los colores y texturas originales de los tejidos más suaves de los fósiles. "El descubrimiento de detalles ultraestructurales en fósiles de plumas abre posibilidades notables para la investigación de otras características de tejidos blandos en fósiles, como pieles e incluso órganos internos", según Derek Briggs, del equipo de estudio de la Universidad de Yale.
Los melanosomas se han utilizado para descubrir los verdaderos colores del fósil Anchiornis huxleyi por un equipo colaborativo que incluía a miembros del Museo de Historia Natural de Beijing, la Universidad de Pekín, la Universidad de Yale, el Museo Peabody de Historia Natural, la Universidad de Akron y la Universidad de Texas en Austin.

## Plantillas
Se cree que los melanosomas moldean la polimerización de la melanina por medio de la amiloidogénesis de la proteína Pmel17, que está presente en abundantes cantidades en los melanosomas.